# تحالف الصحة الدولي
 تحالف الصحة الدولي  (اختصارًا HAI) هو منظمة غير ربحية يقع مقرها في سياتل، واشنطن، الولايات المتحدة الأميركية. كما أنها منظمة عالمية متخصصة بموضوع الصحة العامة، منتسبة بشكل حر إلى جامعة واشنطن، وتعمل حاليا في كل من موزمبيق وتيمور الشرقية وكوت ديفوار إضافة إلى السودان. يركز تحالف الصحة الدولي على دعم وزارات الصحة الحكومية في تعزيز خدماتها على المستوى الوطني في سبيل تقوية البنية التحتية للصحة العامة للبلاد، فضلا عن تقوية قدرتها على تأمين الخدمات المستمرة في كافة أنحاء القطاع. قام التحالف في موزنبيق بتقديم الدعم لوزارة الصحة وذلك لإنشاء الخدمات الصحية المتعلقة بمرض نقص المناعة المكتسب «الإيدز» في البلاد. أما في تيمور الشرقية، فهو يقوم بمساعدة وزارة الصحة على تقوية الخدمات الوطنية المختصة برعاية الرضع والأمهات. كما أنه يمتلك تاريخا من دعم الحقوق الصحية للفقراء. كما يُركز التحالف على النهج على مستوى القطاع لدعم النظم الصحية، بدلا من العمل «بشكل عمودي» ومستقل عن الحكومة المحلية.

## وصلات خارجية
- الموقع الرسمي لتحالف الصحة العالمي.
- مقال حول مرض الإيدز، موزنبيق، وتحالف الصحة العالمي.